# Actia americana
Actia americana là một loài ruồi trong họ Tachinidae.